# Медиаш
Медиа́ш (рум. Mediaș, нем. Mediasch, венг. Medgyes) — город в Румынии, в самом центре исторической области Трансильвания, на  реке Великая Тарнава. Второй по величине город в  жудеце Сибиу. Важный транспортный узел центральной Румынии, крупный промышленный центр.

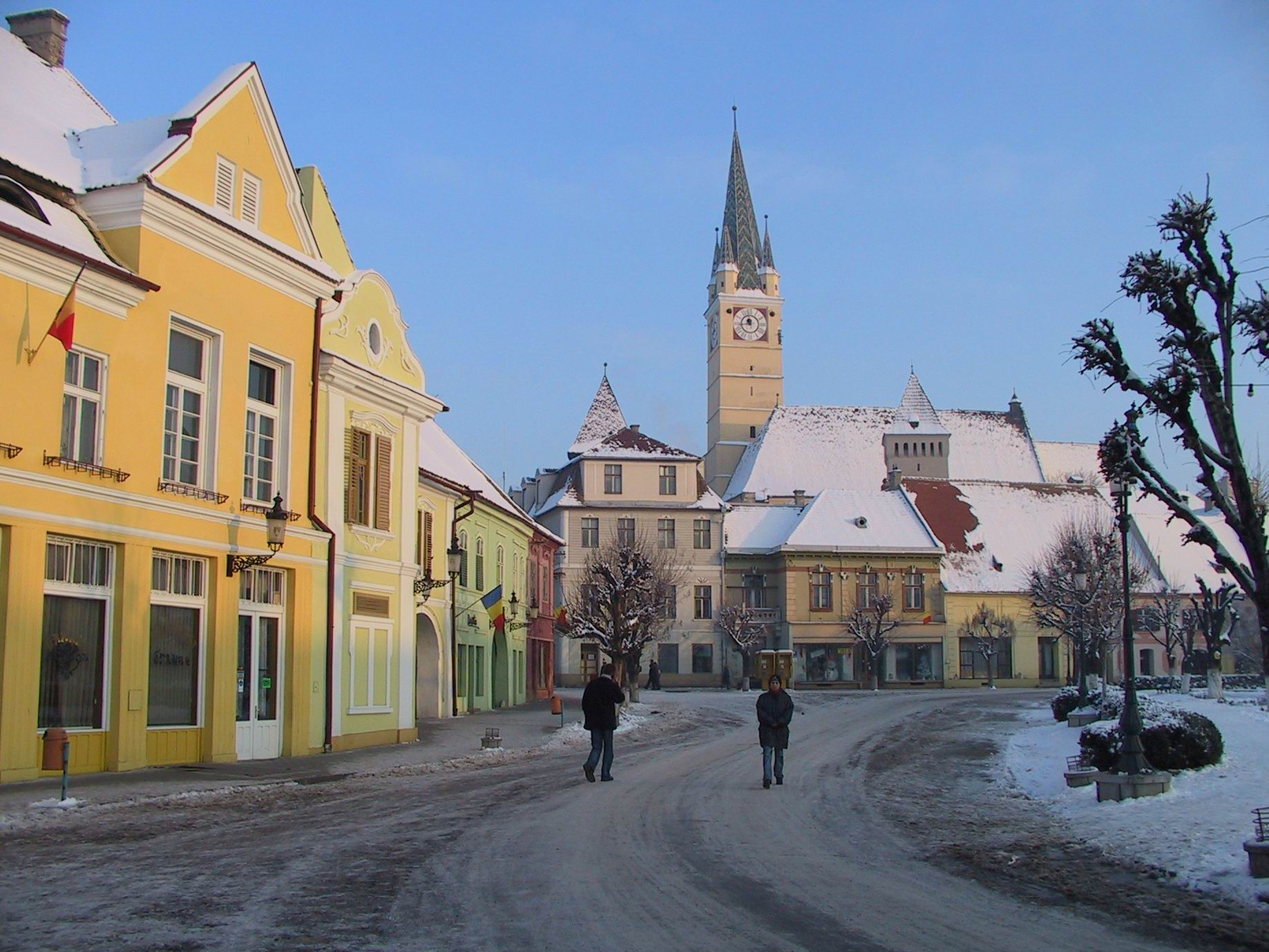
Медиаш зимой

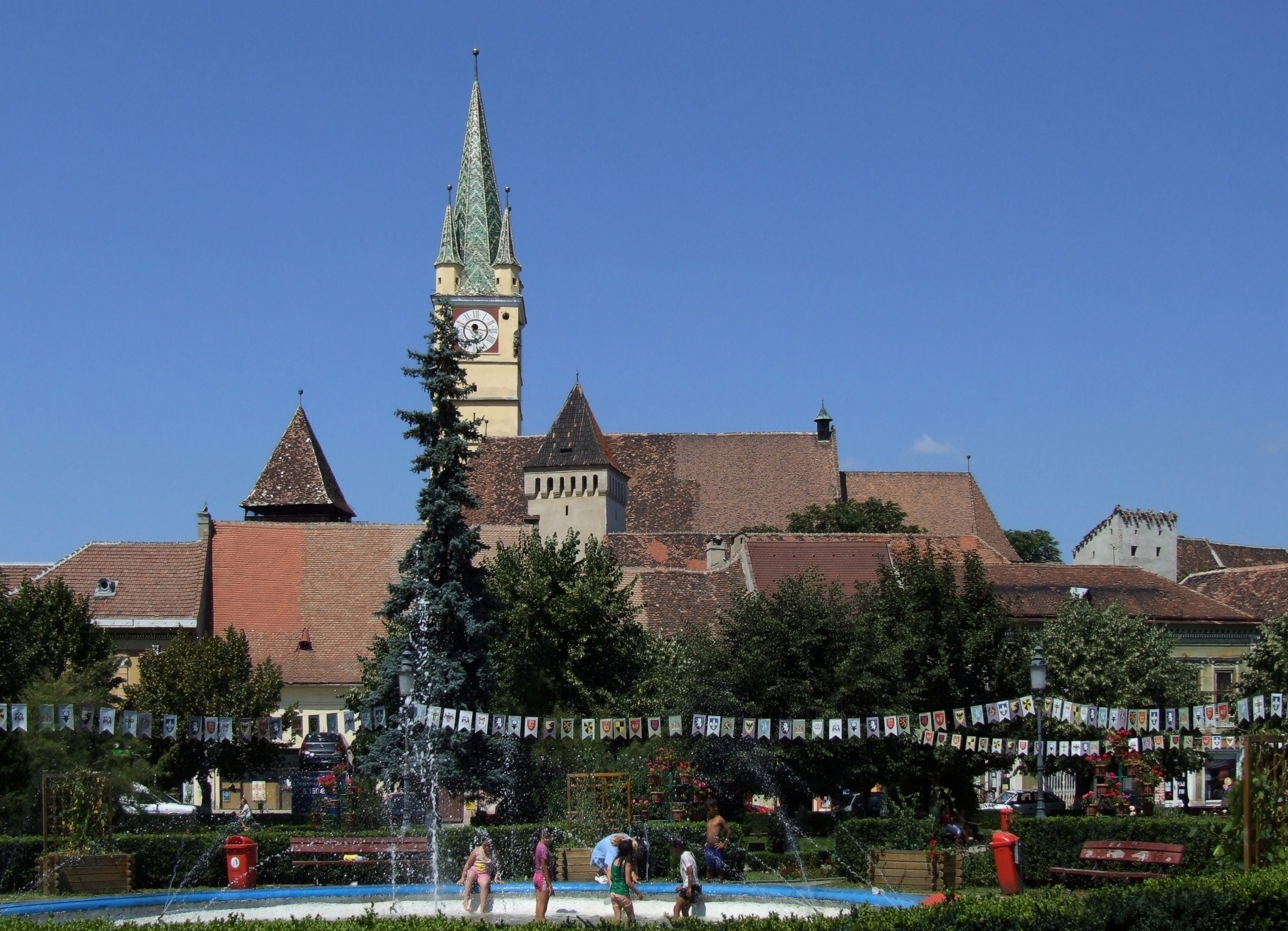
Исторический центр города

## Экономика
Основная отрасль города — добыча природного газа. Также развита обработка стекла и производство компонентов для автомобилей.